# Liga céltica (organización)
La Liga céltica o Liga celta es una organización intercéltica que milita por los derechos sociales, políticos y culturales de las naciones celtas, según fue establecido en sus metas y objectivos. Fue fundada en 1961 por nacionalistas celtas que vieron la necesidad de una organización intercéltica con una dimensión política a fin de que los pueblos de las naciones celtas sean más conscientes de su comunidad de lengua, historia y cultura, pero también para asegurar a las naciones celtas el derecho a la autodeterminación y para promover los beneficios de esa cooperación intercéltica.
La organización, tanto a escala sectorial como central, milita en una amplia gama de cuestiones relativas a la independencia, la lengua, la cultura y los derechos sociales y humanos de las naciones celtas. Las distintas ramas cooperan en todo esto siempre que sea posible. Desde su fundación, sus miembros han sido Alba/Escocia, Breizh/Bretaña, Cymru/Gales, Éire/Irlanda, Kernow/Cornualles y Mannin/Isla de Man.